# Theodor Eicke

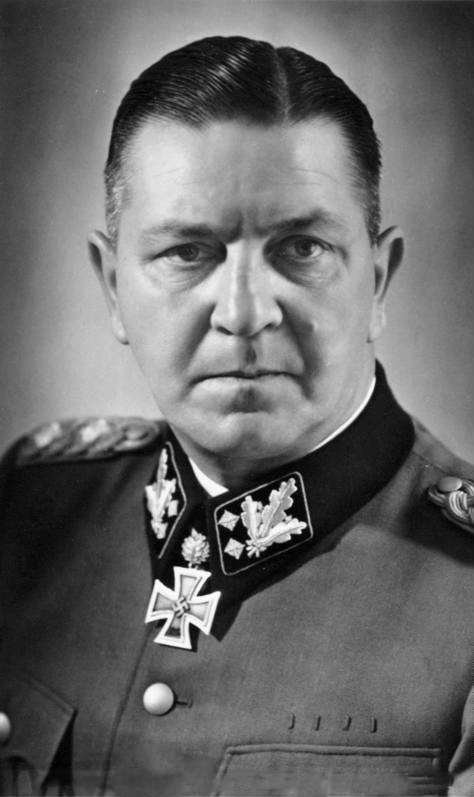
Theodor Eicke, hier im Range eines SS-Obergruppenführers und Generals der Waffen-SS (1942)

Theodor Eicke (* 17. Oktober 1892 in Hampont, Lothringen; † 26. Februar 1943 bei Michailowka bei Losowaja, südlich von Charkiw) war ein deutscher SS-Obergruppenführer und General der Waffen-SS. Er war „Führer der SS-Totenkopfverbände  und der SS-Wachverbände“ und zudem der Mörder Ernst Röhms. Eicke war für die Ermordung von Zehntausenden Menschen maßgeblich verantwortlich.
Als zweiter Kommandant des Konzentrationslagers Dachau (Juni 1933–Juni 1934) und im Anschluss daran als Inspekteur der Konzentrationslager war er zudem maßgeblich am Aufbau des deutschen Konzentrationslager-Systems beteiligt (längstens bis 15. November 1939).
Im Zweiten Weltkrieg war Eicke Kommandeur der SS-Division „Totenkopf“, die ursprünglich aus den Wachverbänden der Konzentrationslager gebildet wurde.

## Herkunft und Berufstätigkeit

### Jugend und Militärlaufbahn
Theodor Eicke wurde als jüngstes von elf Kindern eines Bahnhofsvorstehers im damals zum Deutschen Reich gehörenden Reichsland Elsaß-Lothringen geboren. Eickes Vater wird als deutscher Patriot beschrieben, seine Mutter soll häufig bei ihren Verwandten in Paris zu Besuch gewesen sein; Geschwister Eickes sollen im Ersten Weltkrieg auf französischer Seite gekämpft haben. Eicke besuchte ab 1899 die Volks- und Realschule, verließ die Schule jedoch ohne Abschluss.
Am 23. Oktober 1909 trat Eicke als Zweijährig-Freiwilliger in das 23. Infanterie-Regiment der Bayerischen Armee in Landau ein. Beim Militär schlug er eine Verwaltungslaufbahn ein: Ab 1. Oktober 1913 war er Zahlmeisteraspirant beim 3. Chevaulegers-Regiment „Herzog Karl Theodor“ in Dieuze; bei Beginn des Ersten Weltkriegs wechselte er als Unterzahlmeister zum 22. Infanterie-Regiment „Fürst Wilhelm von Hohenzollern“. Im März 1916 wurde Eicke zur 4. Feldbatterie des 2. Fußartillerie-Regiments versetzt und diente ab 1917 in der 6. Ersatz-MG-Kompanie des II. Armee-Korps. Mit dem Eisernen Kreuz II. Klasse ausgezeichnet, schied er zum 1. April 1919 auf eigenen Wunsch aus dem Militärdienst aus.
Theodor Eicke heiratete am 26. Dezember 1914; aus der Ehe gingen zwei Kinder hervor. Sein Sohn Hermann Eicke fiel im Dezember 1941.

### In der Weimarer Republik
Im Zivilleben nahm Eicke ein Maschinenbaustudium am Technikum im thüringischen Ilmenau auf, das er im August 1919 abbrach. Eicke fehlten die Zulassungsvoraussetzungen des Technikums, möglicherweise entzogen seine Schwiegereltern ihm die finanzielle Unterstützung. Die folgenden Jahre versuchte Eicke im Polizeidienst verschiedener Städte unterzukommen: von Dezember 1919 bis Juni 1920 ein unbezahltes Praktikum bei der Polizei in Ilmenau, nach einer dreimonatigen Ausbildung an der Polizeischule in Cottbus eine kurzfristige Beschäftigung als Offiziersanwärter bei der Schutzpolizei in Weimar, im Herbst 1921 vorübergehend als Kriminalhilfsbeamter in Sorau und dann bis Februar 1923 als Polizeihilfsmeister in Ludwigshafen am Rhein, das damals von alliierten Truppen besetzt war.
In späteren, in der Zeit des Nationalsozialismus entstandenen Lebensläufen führte Eicke seine mehrfachen Entlassungen aus dem Polizeidienst auf seine „aktive Bekämpfung der Novemberrepublik“ zurück oder sah sich „durch roten Terror hinausgedrängt“. Angesichts der Verhältnisse bei der Polizei in den Anfangsjahren der Weimarer Republik ist dies nicht sehr plausibel; „Eickes persönliches Verhalten muß immer mit ein ausschlaggebender Grund gewesen sein“, so der Politikwissenschaftler Johannes Tuchel. Zudem war Eicke im Gegensatz zu vielen anderen bedeutenden Nationalsozialisten in dieser Zeit weder Mitglied in einer rechtsradikalen oder völkischen Organisation noch in einem der zahlreichen Freikorps.
Am 1. März 1923 fand Eicke eine Beschäftigung als kaufmännischer Angestellter bei der BASF in Ludwigshafen. 1925 wurde er als „Sicherheitskommissar“ stellvertretender Leiter des Sicherheitsdienstes in dem Chemieunternehmen, das 1926 Teil der I.G. Farben wurde. Nach eigenen Angaben war Eicke als Sicherheitskommissar für die Abwehr von Industriespionage zuständig.

## Frühe politische Betätigung

### Aufbau der SS in der Pfalz
| Eickes SS-Ränge                                    | Ernennung         |
| -------------------------------------------------- | ----------------- |
| SS-Mann                                            | 29. Juli 1930     |
| SS-Oberscharführer                                 | 27. November 1930 |
| SS-Sturmbannführer                                 | 15. Februar 1931  |
| SS-Standartenführer                                | 15. November 1931 |
| SS-Oberführer                                      | 21. Oktober 1932  |
| SS-Brigadeführer                                   | 30. Januar 1934   |
| SS-Gruppenführer                                   | 11. Juli 1934     |
| SS-Gruppenführer und Generalleutnant der Waffen-SS | 14. November 1939 |
| SS-Obergruppenführer und General der Waffen-SS     | 20. April 1942    |

Zum 1. Dezember 1928 trat Eicke der NSDAP in Frankenthal bei (Mitgliedsnummer 114.901); vermutlich am gleichen Tag schloss er sich der SA an. Am 29. Juli 1930 wechselte Eicke von der SA zur SS (SS-Nummer 2.921).
Eicke führte ab 27. November 1930 den SS-Sturm 147 in Ludwigshafen, dem er schon vorher angehört hatte. Im Frühjahr 1931 erhielt Eicke von Sepp Dietrich den Befehl, die SS in der Vorderpfalz neu aufzubauen. Eicke führte diesen Auftrag „schnell und erfolgreich“ aus und übernahm die Führung des Sturmbanns II/10 der 10. SS-Standarte in Neustadt a.d.H. In der Folgezeit trat Eicke als Organisator der SS auch in der Westpfalz in Erscheinung, so dass ein dritter Sturmbann der Standarte in Kaiserslautern gegründet wurde. Die Ernennung zum SS-Standartenführer im November 1931 nahm Himmler persönlich vor. Im April 1932 zählte die 10. SS-Standarte, deren Führung Eicke am 21. Dezember 1931 übernommen hatte, rund 900 Mann; dies waren 3,6 Prozent der gesamten SS.
Der Aufbau der SS in der damals bayerischen Pfalz war von Konflikten mit Gauleiter Josef Bürckel begleitet. Bürckel, der als Eicke in „Selbstbewußtsein und Skrupellosigkeit“ ebenbürtig geschildert wird, leitete seit 1926 den Gau Pfalz. Bürckel gelang es rasch, nicht nur die NSDAP, sondern auch die SA und die SS in seinem Gau unter Kontrolle zu bekommen. Letzteres änderte sich mit Eickes Aufstieg in der SS: Eicke betonte die Eigenständigkeit der SS und widersetzte sich den Anordnungen und Befehlen des Gauleiters.

### Pirmasenser Bombenaffäre und Flucht nach Italien
Ende August 1931 erhielt Eicke über SS-Standartenführer Fritz Berni den vermutlich von Gauleiter Bürckel stammenden Befehl, Sprengkörper herzustellen. Eicke fertigte die Sprengsätze zusammen mit weiteren SS-Mitgliedern an; das Material für die Bomben stammte aus einem Teil des Ludwigshafener I.G.-Farbenwerks, in dem besonders viele NSDAP-Mitglieder beschäftigt waren. Mitte Oktober 1931 brachte Berni rund die Hälfte der Sprengsätze nach Pirmasens. Die Existenz der Sprengkörper wurde Bernis innerparteilichen Gegnern in Pirmasens bekannt; am 7. November wurde Berni vorübergehend aus Partei und SS ausgeschlossen. Die Herstellung der Bomben stand im Widerspruch zu Hitlers damaliger Strategie, die Macht auf legalem Wege zu erobern, wie er sie im Ulmer Reichswehrprozess im September 1930 bekundet hatte. Als Folge des Ausschlusses Bernis aus der SS übernahm Eicke die Führung der 10. SS-Standarte.
Ermittlungen der Ludwigshafener Polizei führten am 6. März 1932 zur Verhaftung Eickes. Bei der Durchsuchung seiner Wohnung wurden ein Teil der Sprengkörper und die Mitgliederliste seiner SS-Standarte gefunden. Wegen seiner Verhaftung wurde Eicke von der I.G. Farben entlassen. Am 15. Juli 1932 wurde Eicke vom Amtsgericht Pirmasens wegen eines Verbrechens gegen das Sprengstoffgesetz zu zwei Jahren Zuchthaus verurteilt. Verteidigt von Philipp Jung deckte Eicke im Prozess die Parteileitung und erklärte, die NSDAP habe vom Bombenbau nichts gewusst. Einen Tag nach der Urteilsverkündung wurde Eicke ein sechswöchiger Hafturlaub gewährt: Er hatte seine Haftunfähigkeit wegen angeblicher Nervenstörungen vorgetäuscht. Er kehrte zunächst nach Ludwigshafen zurück, wo es zu neuen Konflikten mit Gauleiter Bürckel kam.
Prozess und Urteil in der „Pirmasenser Bombenaffäre“ gelten als Skandal, als symptomatisch für das Versagen weiter Teile der Justiz in der Endphase der Weimarer Republik. Im Urteil suche das Gericht, so der Historiker Niels Weise, „gleichsam händeringend Argumente“, die für die Angeklagten sprachen; relevante Ermittlungsergebnisse seien nicht berücksichtigt worden. Es bestehen erhebliche Zweifel, ob die Sprengsätze – wie von Eicke behauptet und im Urteil dargestellt – nur für defensive Zwecke gebaut wurden, so Weise.

Theodor Eicke am Bozener Siegesdenkmal, aus Anlass des 10. Jahrestages des faschistischen „Marschs auf Rom“, 28. Oktober 1932

Anfang September 1932 erhielt Eicke den Befehl Himmlers, über München nach Italien zu flüchten. In München traf Himmler mit dem Flüchtigen zusammen. Das faschistische Italien unter Benito Mussolini hatte für flüchtige Nationalsozialisten aus Deutschland und Österreich Lager eingerichtet. Eicke übernahm die Leitung eines solchen Lagers in Malcesine am Gardasee. Eickes Auftreten in Italien führte zu weiteren Konflikten. Am 4. November 1932 forderte die österreichische Landesleitung der NSDAP die Einleitung eines Verfahrens gegen Eicke wegen Parteischädigung: Eicke hatte zusammen mit 30 uniformierten SS-Männern am 28. Oktober an einer Feier zum 10. Jahrestag des Marsches auf Rom am Bozener Siegesdenkmal teilgenommen. Die österreichischen Nationalsozialisten sahen dadurch nicht nur ihre eigene Haltung in der Südtirolfrage in Bedrängnis gebracht, sondern bemängelten auch, dass es sich um ein Denkmal für einen italienischen Sieg über Deutschland und Österreich handele. Der Gau Rheinpfalz forderte ebenfalls ein Verfahren gegen Eicke.
Auch von Italien aus informierte sich Eicke über die Vorgänge in der NSDAP der Pfalz. In zwei Briefen vom 30. Januar 1933 drohte er, auf noch versteckte Bomben zurückzugreifen, die „nicht alle für den roten Laden, sondern auch für die Schweine in den eigenen Reihen bestimmt“ seien. Er habe eine „Menge Feiglinge“ gedeckt, „denen der Mut zur Verantwortung gänzlich fehlt. Diese Halunken sind immer in vorderster Reihe anzutreffen, wenn es gilt, höhere freiwerdende Posten zu besetzen.“

### Rückkehr nach Deutschland
Nach der Ernennung Hitlers zum Reichskanzler kehrte Eicke am 16. Februar aus Italien zunächst nach Thüringen zurück. Die Pfälzer Gauleitung nahm Eickes Drohungen ernst: Ende des Monats erschien der stellvertretende Gauleiter Ernst Ludwig Leyser bei der Schutzpolizei und forderte für Gauleiter Bürckel und weitere führende Parteimitglieder Polizeischutz. Als Eicke am 10. März 1933 nach Ludwigshafen zurückkehrte, war die Situation in der Stadt gespannt: Der radikale Flügel der Nationalsozialisten wollte die Ablösung führender Polizeibeamter der Stadt, auch deshalb, weil die Polizei scharf gegen SS-Verbände vorgegangen war, die nach den Reichstagswahlen am 5. März aufmarschiert waren. Eicke wandte sich am 12. März zunächst schriftlich an Gauleiter Bürckel: Er forderte die Wiederherstellung seiner „Ehre“ sowie die Aufhebung seines vom Gauleiter mehr oder weniger eigenmächtig verfügten Parteiausschlusses. Am 17. März eskalierte die Situation: Mitglieder der SA und SS in Ludwigshafen erfuhren von Verhandlungen zwischen Vertretern der NSDAP-Kreisleitung und den Polizeibeamten. Der Verhandlungsort wurde gestürmt und die Verhandlungsteilnehmer in „Schutzhaft“ genommen. Die Gauleitung ließ die Schutzpolizei das Gebäude unter Einsatz von berittener Polizei, Panzerwagen und Tränengas räumen und die Beteiligten festnehmen. Ob Eicke am Gebäudesturm selbst teilgenommen hat, ist umstritten.
Vier Tage später wurde Eicke selbst in „Schutzhaft“ genommen. Er schilderte die Verhaftung in einem Schreiben an Himmler: „Am 21. 3. 1933, vormittags 10 Uhr, erschienen 4 Kriminalbeamte in meiner Wohnung und erklärten mich für verhaftet. Ich griff nach meiner Pistole und erklärte, daß sie wohl einen toten, aber keinen lebenden Eicke aus dem Haus brächten, jedoch sei ich unter Abgabe meines Ehrenwortes bereit, Punkt 12 Uhr freiwillig im Gefängnis zu erscheinen, denn ein SS-Oberführer läßt sich nicht gefangen nehmen. Nach längerem Überlegen zogen die Herren ab.“ Eicke reagierte auf die vermutlich von Gauleiter Bürckel in die Wege geleitete Verhaftung mit einem zweitägigen Hungerstreik. Daraufhin wurde er in die „Psychiatrische und Nervenklinik der Universität Würzburg“ eingewiesen. Am 3. April ordnete Himmler die Streichung Eickes aus den Listen der SS an, Eicke habe sein gegebenes Ehrenwort nicht eingehalten. Himmler führte dies auf den zerrütteten Gesundheitszustand und einen Nervenzusammenbruch Eickes zurück.

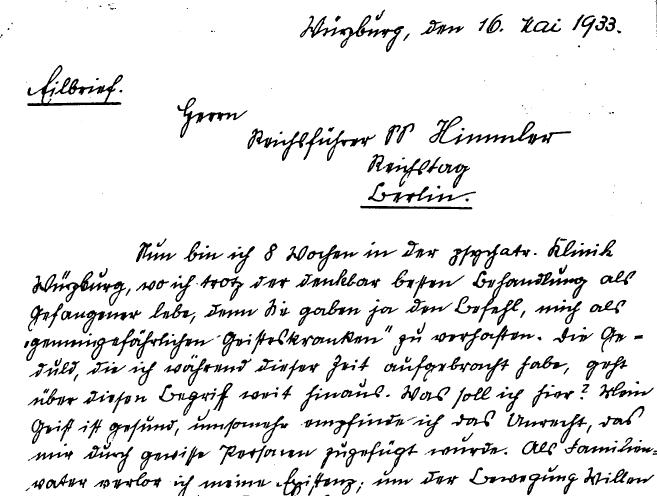
Brief Eickes an Himmler vom 16. Mai 1933 (Ausschnitt)

Aus der psychiatrischen Klinik wandte sich Eicke mehrfach schriftlich an Himmler. Diese Briefe unterscheiden sich deutlich von sonstigen schriftlichen Äußerungen Eickes, der normalerweise sehr spontan und ohne viel Rücksicht auf Rechtschreibregeln schrieb. Eicke bat um die Aufhebung seiner „Schutzhaft“: Dies sei notwendig, „da ich als Soldat Adolf Hitlers meine Existenz verlor und nun für meine Familie zur Schaufel greifen muß. Erst vor wenigen Tagen teilte mir meine Familie mit, daß sie ohne einen Pfennig Geld sei und sich von den restigen Winterkartoffeln ernähren muß“. Als Reaktion auf Eickes Briefe arrangierte Himmler zunächst nur die finanzielle Unterstützung von Eickes Familie. Eickes behandelnder Arzt, Werner Heyde, schickte am 22. April folgenden Befund an Himmler: „Die mehrwöchigen Beobachtungen und vielfachen Untersuchungen haben […] keinerlei Anzeichen einer Geistes- oder Gehirnkrankheit bei E. erkennen lassen, es sind auch nicht die Anzeigen einer abnormalen Persönlichkeitsveranlagung im Sinne der Psychopathie erkennbar gewesen. Herr E. hat sich hier musterhaft geführt und fiel durch sein ruhiges, beherrschtes Wesen sehr angenehm auf, er machte keinesfalls den Eindruck einer intrigierenden Persönlichkeit.“ Heyde trat am 1. Mai 1933 in die NSDAP ein, nach seinen eigenen späteren Angaben auf Empfehlung von Eicke. Ab 1939 war Heyde in führender Funktion an der Ermordung von Kranken und Behinderten in der Aktion T4 beteiligt. Himmler antwortete Heyde am 2. Juni: „Ich habe noch einmal Zeit darüber verstreichen lassen müssen, da die Beruhigung in Ludwigshafen noch nicht vor sich gegangen ist. Persönlich bin ich überzeugt, dass Eicke vom Gau Pfalz manches Unrecht geschehen ist […]. Ich gebe gern mein Einverständnis, dass Eicke zu Pfingsten aus der Klinik entlassen wird, doch ich bitte Sie, Eicke zuzureden, dass er für die Zeit, die er noch in Ludwigshafen zubringt, absolut sich still verhält […]. Ich habe vor, Eicke in irgend einer, möglichst Staatsstellung zu verwenden, bloss darf er mir die Sache nicht zu schwer und unmöglich machen.“

## Organisator der Konzentrationslager

### Kommandant des Konzentrationslagers Dachau
„Himmler bestimmte am 26. Juni 1933 einen Mann zum Kommandanten in Dachau, der zu diesem Zeitpunkt – gemessen an bürgerlichen Karrierevorstellungen und auch aus der Perspektive der SS – als gescheiterte Persönlichkeit galt: einen erwerbslosen, vorbestraften Psychiatriepatienten, der wegen diverser Querelen innerhalb der SS aus deren Listen gestrichen war, Theodor Eicke. Himmler gab Eicke eine Chance, sich zu rehabilitieren, weil er sich für die ‚alten Kämpfer‘ verantwortlich fühlte. Eicke nutzte diese, erwies sich als personalpolitischer Glücksgriff.“

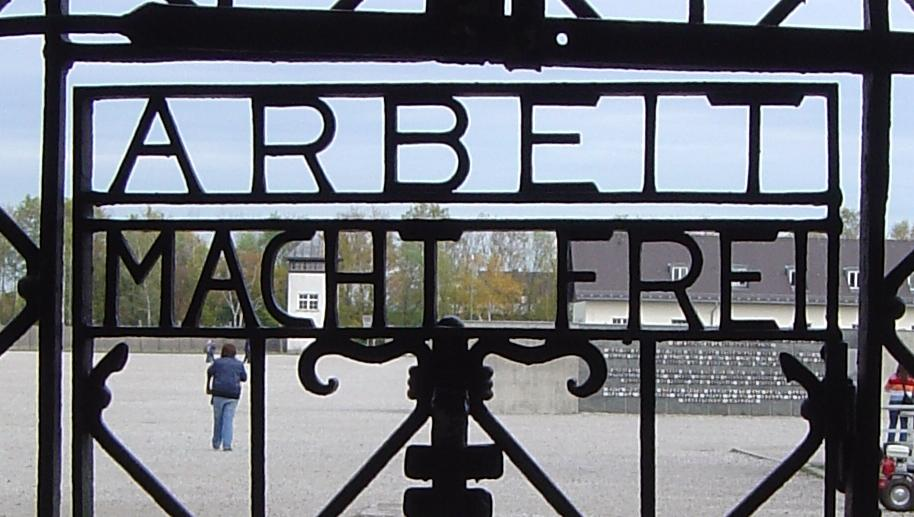
Tor im KZ Dachau

Am 22. März 1933 waren die ersten Häftlinge im KZ Dachau eingetroffen. Unter dem ersten Lagerkommandanten Hilmar Wäckerle ermordete die SS einige Häftlinge, worauf die bayerische Justiz auch gegen Wäckerle ermittelte. Himmler versuchte in seinen Funktionen als Münchner Polizeipräsident und Politischer Polizeikommandeur für Bayern, die Ermittlungen zu behindern; eine der von ihm dabei angewandten Methoden war der Austausch des Kommandanten Wäckerle durch Eicke.
Eicke entwickelte in kurzer Zeit das „Dachauer Modell“: Es lässt sich „als Versuch beschreiben, den Terror zu systematisieren und zu zentralisieren“. Die frühen Konzentrationslager waren regional sehr unterschiedlich, von einem großen Maß an Improvisation geprägt, die Gefangenen waren der Willkür und dem Sadismus der Bewacher ausgesetzt, die Öffentlichkeit war durch Presseberichte zumindest teilweise über die Zustände in den Lagern informiert. Eicke erließ im Oktober 1933 die „Disziplinar- und Strafordnung für das Gefangenenlager“ und eine Dienstvorschrift für Wachposten: Diesen wurde Straffreiheit zugesichert, wenn sie einen Häftling bei einem Fluchtversuch erschossen. Durch die strikte Unterbindung von Fluchten schottete Eicke das Lager nach außen gleichermaßen gegen die Justiz wie gegen die Öffentlichkeit ab. Zu den möglichen Strafen gehörten Essensentzug, Postsperre, Dunkelhaft, Prügelstrafe, Pfahlhängen und die Todesstrafe. Die Lagerordnung erweckte den Eindruck eines genau geregelten Strafkatalogs, für die Häftlinge änderte sich jedoch wenig: Die Dienstvorschrift für Wachposten untersagte zwar die spontane Bestrafung durch die Wachposten, diese waren aber gehalten, „Vergehen“ der Häftlinge der Lagerleitung zu melden. Die Bestrafung erfolgte ohne Überprüfung der Beschuldigungen, aber unter zentraler Kontrolle. Auch unter Eicke gingen die Morde in Dachau weiter, teilweise soll Eicke persönlich an Morden beteiligt gewesen sein.
Von Eicke stammte auch das in Dachau zuerst eingeführte Modell der Lagerverwaltung: An der Spitze stand der Lagerkommandant, der für die Sicherheit des Konzentrationslagers verantwortlich war. Ihm unterstand ein in mehrere Abteilungen untergliederter Kommandanturstab und getrennt hiervon die Wachtruppe, die je nach Größe des Konzentrationslagers eine unterschiedliche Anzahl von Wachkompanien umfasste.

### Beteiligung an Morden während des Röhm-Putsches
Während des sogenannten „Röhm-Putsches“, der von Hitler befohlenen und zwischen dem 30. Juni und 2. Juli 1934 vollzogenen Ermordung der SA-Führung und anderer Konkurrenten um die Macht oder sonst wie unliebsamer Personen, war Eicke teils direkt und teils indirekt an zahlreichen Morden beteiligt. Am 30. Juni reiste Eicke vom KZ Lichtenburg, mit dessen Reorganisation er zu dieser Zeit befasst war, nach Berlin und von dort ins KZ Dachau. Einige Indizien sprechen dafür, dass er während seines Aufenthaltes in Berlin den ehemaligen Reichsorganisationsleiter der NSDAP Gregor Strasser im Keller des Geheimen Staatspolizeiamtes erschoss. Unter anderem erklärte der ehemalige Oranienburg-Häftling Elfterwalde später, Eicke habe sich ihm gegenüber im Juli 1934 der Tat gerühmt.
Im KZ Dachau und in dessen Umgebung ermordete die SS nach Eickes Ankunft 20 Menschen: Am frühen Abend des 30. Juni wurde der ehemalige bayerische Ministerpräsident Gustav Ritter von Kahr in Dachau eingeliefert und auf Befehl Eickes im Arrestraum der Kommandantur erschossen. Ebenfalls im Arrestbereich wurde der aufgrund einer Verwechslung nach Dachau verschleppte Musikkritiker Wilhelm Eduard Schmid erschossen. In der Nacht zum 1. Juli wurden der antinazistische Journalist Fritz Gerlich und der in Ungnade gefallene ehemalige Frontbann-Führer Paul Röhrbein auf dem Schießstand von Dachau erschossen, während Ernestine Zoref am Rand des Lagers erschossen wurde. In den Wäldern außerhalb von Dachau wurden in derselben Nacht der ehemalige Bayernbund-Führer Otto Ballerstedt und der Leiter des Münchener Studentenwerkes Fritz Beck umgebracht.
Am frühen Abend des 1. Juli fuhr Eicke auf persönliche Weisung Hitlers in das Gefängnis, damals Zuchthaus, München-Stadelheim, um den am Tag zuvor von Hitler verhafteten Ernst Röhm zu erschießen: Nachdem er sich zusammen mit dem Führer der Dachauer Wachtruppe Michel Lippert Zugang zu Röhm verschafft hatte, gab er diesem auf Hitlers Wunsch Gelegenheit zum Suizid mit einer Pistole, die Röhm aber nicht nutzen wollte. Über den weiteren Ablauf gibt es unterschiedliche Darstellungen: Während Lippert 1957 vor Gericht behauptete, Eicke habe Röhm alleine erschossen, erklärte ein Gefängniswärter, Eicke habe die Schüsse zusammen mit Lippert abgefeuert. Mit Blick auf seine direkte Beteiligung an der Erschießung Röhms und ggf. Strassers erklärte Eicke später: „Prominente, die ihren Hals riskieren, müssen durch Prominente [= ihn selbst als führenden SS-Führer] exekutiert werden.“
Nach der Ermordung Röhms ließ Eicke sich vier weitere Häftlinge aus Stadelheim ausliefern (Hans Schweighart, Max Vogel, Edmund Paul Neumayer und Erich Schiewek), überführte sie ins KZ Dachau und ließ sie dort erschießen. Am frühen Morgen des 2. Juli ließ er dann noch drei weitere Häftlinge aus Stadelheim in Dachau exekutieren (Martin Schätzl, Johann König und Julius Uhl). Ferner starben am 1. Juli in Dachau die politischen Häftlinge Julius Adler, Erich Gans, Walter Häbich und Adam Hereth, während der Journalist Bernhard Stempfle in der Nacht zum 2. Juli nahe dem Lager getötet wurde.

### Inspekteur der Konzentrationslager

Handschriftlicher Lebenslauf Eickes vom 15. März 1937 (Ausschnitt)

Himmler hatte – ausgehend von seinen Funktionen in Bayern – nach und nach die Zuständigkeit für die politische Polizei der Länder in seiner Person vereinen können; im April 1934 übernahm er von Göring auch die Zuständigkeit für die Gestapo in Preußen. Ende Mai 1934 beauftragte Himmler Eicke mit der Reorganisation des Konzentrationslagers Lichtenburg. Schrittweise übernahm Eicke weitere Lager: Anfang Juli das bald aufgelöste KZ Oranienburg, ebenfalls im Juli das KZ Esterwegen im Emsland und zu einem nicht genau bekannten Zeitpunkt das KZ Sachsenburg. Alle beibehaltenen Lager reorganisierte Eicke nach dem „Dachauer Modell“, die Dachauer Lagerordnung wurde mit geringfügigen Änderungen übernommen.
Schon Ende Mai 1934 bezeichnete sich Eicke selbst als „Inspekteur der Konzentrationslager“. Die offizielle Ernennung mit dem amtlichen Titel „Inspekteur der Konzentrationslager und SS-Wachverbände“ erfolgte dann am 4. Juli 1934. Zuvor, am 20. Juni, war er als Kommandeur des KZ Dachau abgelöst und dem Stab des Reichsführers SS zugeordnet worden. In dieser Eigenschaft wurde Eicke innerhalb der SS zum SS-Gruppenführer am 11. Juli befördert. Er war somit in der SS-Hierarchie auf den Rang eines Reinhard Heydrich vorgestoßen.
Am 10. Dezember 1934 wurde die Inspektion der Konzentrationslager (IKL) gebildet; als Dienststelle der Gestapo wurde sie eine staatliche Einrichtung. Eicke wurde Leiter der Inspektion, die zunächst im Gestapo-Gebäude in der Berliner Prinz-Albrecht-Straße 8 untergebracht war. Die IKL blieb eine kleine Dienststelle, Ende 1935 zählte sie elf, Ende 1938 waren es 45 Mitarbeiter. Seinen Mitarbeitern überließ Eicke bei Routineangelegenheiten viel Handlungs- und Entscheidungsspielraum. Ab 1934 entstanden verschiedene Abteilungen der IKL, von besonderer Bedeutung waren dabei die politische Abteilung (ab 1937 unter Arthur Liebehenschel), die Verwaltungsabteilung (ab 1936 geleitet von Anton Kaindl) und der „Leitende Arzt“ (zunächst Friedrich Dermietzel, ab 1937 Karl Genzken). Wichtigster Mitarbeiter Eickes war ab 1936 Richard Glücks als Stabsführer und Stellvertreter Eickes. Die IKL entschied dabei über die Haftbedingungen in den Konzentrationslagern, während die Gestapo für die Einweisung der Häftlinge zuständig war. Die Zusammenarbeit Eickes mit Reinhard Heydrich und Werner Best von der Gestapo verlief dabei weitgehend reibungslos, auch wenn sich Eicke im August 1936 bei Himmler über Best beschwerte.
Zwischen 1935 und 1937 reorganisierte Eicke im Auftrag Himmlers die der IKL unterstellten Konzentrationslager: Alle vorhandenen kleineren Lager wurden aufgelöst. Einzige Ausnahme war das KZ Dachau, das im Sommer 1937 erheblich erweitert wurde. Anstelle der aufgelösten, in vorhandenen Gebäuden untergebrachten Lager entstanden zwei große Neubauten, denen Kasernen der SS-Wachverbände angegliedert waren: Im Sommer 1936 wurde das KZ Sachsenhausen in Oranienburg eröffnet. Im Sommer 1937 wurde das KZ Buchenwald bei Weimar errichtet. Mit Dachau, Sachsenhausen und Buchenwald gab es Ende 1937 drei große Lager für insgesamt 15.000 bis 20.000 Häftlinge.
Im August 1938 wurde der Sitz der IKL von Berlin nach Oranienburg verlegt. Im Juni 1939 bezog Eicke dort neben dem KZ Sachsenhausen eine Villa, die als Dienstwohnung mit Empfangsräumen eingerichtet war.
Ab 1937 konzentrierte sich Eicke auf seine Funktion als Führer der SS-Totenkopfverbände, seine Aufgaben in der IKL übernahm schrittweise Richard Glücks, der am 15. November 1939 auch formell „Inspekteur der Konzentrationslager“ wurde. Glücks änderte wenig an den von Eicke geschaffenen Strukturen, im Zweifel suchte er Eickes Rat.

### Führer der SS-Totenkopfverbände
Jedem Konzentrationslager, das ab 1934 der IKL unterstand, war ein SS-Wachverband zugeordnet; spätestens ab März 1935 war Eicke „Inspekteur der Wachverbände“. Ab dem 29. März 1936 trug Eicke den Titel „Führer der SS-Totenkopfverbände“. In diesen Funktionen war Eicke dem SS-Hauptamt und damit Himmler als Reichsführer der SS unterstellt; als „Inspekteur der Konzentrationslager“ war er hingegen der Gestapo und damit Himmler als Polizeichef zugeordnet. Die doppelte Unterstellung – einerseits Teil der SS, andererseits dem staatlichen Apparat angegliedert – wurde von Eicke vermengt; er setzte sie zur Absicherung und zum Ausbau des eigenen Machtbereichs ein.

Zu den Anfängen der SS-Wachverbände äußerte sich Eicke im August 1936 rückblickend: 

„Die SS-Totenkopfverbände sind aus einer korrupten Wachabteilung von knapp 120 Mann von Dachau ausgehend im Herbst 1934 entstanden. Es gab Zeiten, wo kein Rock, kein Stiefel und kein Strumpf vorhanden waren. […] Wir galten allgemein als notwendiges Übel, das nur Geld kostet: unscheinbare Männer hinter Stacheldraht. […] Untreue, Unterschlagung und Korruption habe ich angetroffen. Binnen vier Wochen habe ich rund 60 Mann deshalb entlassen müssen.“

 Mit der Übernahme der Konzentrationslager 1934 verband Eicke oft die Auswechslung des führenden Personals; zu Lagerkommandanten wurden häufig „alte Kämpfer“ ernannt, die sich bereits vor der Machtergreifung für die Nationalsozialisten engagiert hatten. Mehrere Personalentscheidungen Eickes mussten später revidiert werden, weil sich neue Lagerkommandanten wie Hans Helwig im KZ Sachsenhausen als ungeeignet erwiesen.
Ausgehend von den Erfahrungen bei der Bewachung der Konzentrationslager zwischen 1933 und 1936 entwickelte Eicke eine Ausbildung der Wachverbände, die heute als „Dachauer Schule“ bezeichnet wird. Nach Häftlingsberichten waren die täglichen Kontrollen dann von besonderer Brutalität gekennzeichnet, wenn ein „Neuer“ zum „Anlernen“ mit dabei war. Dieser wurde gezielt zu Misshandlungen aufgefordert, hatte oft Hemmungen, die er meist ablegte, wenn er von seinen Vorgesetzten als „Feigling“ bezeichnet worden war. Auf diese Weise gewöhnte Eicke die SS-Männer gezielt daran, Gewalt auszuüben. Hierzu gehörte auch der Vollzug der Prügelstrafe und das eigenhändige Foltern oder Töten von Häftlingen. Die Behandlung der Häftlinge legitimierte Eicke mit den „Interessen des Vaterlandes“ und mit einem Feindbild, das die angebliche Gefährlichkeit der Häftlinge betonte. „Toleranz bedeutet Schwäche. Aus dieser Erkenntnis heraus wird dort rücksichtslos zugegriffen werden, wo es im Interesse des Vaterlandes notwendig erscheint.“, hieß es in Eickes Dachauer Lagerordnung von 1933. Von den Führern in den Konzentrationslagern erwartete Eicke, dass sie ein „mitreißendes Vorbild“ und eine „Autorität“ darstellen, sonst entwickle sich ein Konzentrationslager „sehr bald zu einem gefährlichen Pulverfaß, welches durch die Tücke der Verbrecher fast täglich zur Explosion zu bringen versucht wird“. Ab 1936 stand bei der Besetzung von Führungspositionen nicht mehr die Versorgung „alter Kämpfer“ im Vordergrund, entscheidend war die von Eicke definierte „Befähigung“ zum Dienst in den Konzentrationslagern. Zu denen, die die „Dachauer Schule“ durchliefen und dann während des Zweiten Weltkrieges Kommandanten von Konzentrationslagern wurden, gehörten Rudolf Höß, Paul Werner Hoppe, Josef Kramer, Richard Baer und Martin Gottfried Weiß.
Innerhalb der Totenkopfverbände wechselten sich eine Woche Wachdienst in den Konzentrationslagern mit drei Wochen militärischer und politischer Schulung ab. Ziel der Schulungen war für Eicke ein „politischer Soldat“; Themen der politischen Schulungen waren Geschichte und Parteiprogramm der NSDAP, Geschichte und rassische Überzeugungen der SS sowie die Analyse der Feinde des Nationalsozialismus: Juden, Freimaurer, der Bolschewismus und die Kirchen. Besonderen Wert legte Eicke auf Korpsgeist und Kameradschaft innerhalb der Totenkopfverbände. Bei seinen regelmäßigen Besuchen der Konzentrationslager redete Eicke mit den einfachen Dienstgraden in Abwesenheit der direkten Vorgesetzten. SS-Führer forderte er auf, gelegentlich in der Kantine der Mannschaften zu essen.
Aus der Definition der KZ-Häftlinge als gefährliche Staatsfeinde entstand Eickes Vorstellung, die Totenkopfverbände seien eine Elite innerhalb der sich selbst als Elite verstehenden SS. Nur einer solchen Elite könne die Bewachung der gefährlichsten Feinde des Staates anvertraut werden. Das Selbstverständnis als „politischer Soldat“ brach dabei – mehr als in anderen Teilen der späteren Waffen-SS – mit militärischen Traditionen des Offizierskorps: „Der höchste SS-Führer ist gut genug, um sich neben den jüngsten SS-Mann im Kameradschaftsheim oder in der Mannschaftsstube an den gleichen Tisch zu setzen“, so Eicke in einem Befehl. In Organisationsfragen wurde auf das Vorbild des Militärs zurückgegriffen. Seine Leistungen beim Aufbau der Totenkopfverbände stellte Eicke im August 1936 in einem Schreiben an Himmler heraus. Anlass des Schreibens waren Gerüchte innerhalb der SS, wonach die Totenkopfverbände Eickes Führung entzogen und den SS-Oberabschnitten unterstellt werden sollten.
Die Totenkopfverbände waren anfänglich in fünf Sturmbanne gegliedert, die parallel zu den Konzentrationslagern organisiert waren. Im Sommer 1937 wurden die Totenkopfverbände in den drei Standarten „Oberbayern“, „Brandenburg“ und „Thüringen“ zusammengefasst, die den Hauptlagern Dachau, Sachsenhausen und Buchenwald zugeordnet waren. Gleichzeitig nahm die Stärke der Totenkopfverbände zu: Anfang 1935 waren es etwa 2.000, Ende 1937 knapp 5.000 und Ende 1938 ungefähr 9.000 Mann. Ein Erlass Hitlers vom 17. August 1938 beschrieb die Aufgabe der Totenkopfverbände als die „Lösung von Sonderaufgaben polizeilicher Natur“. Ein zweiter Erlass vom 18. Mai 1939 legte für den Mobilmachungsfall fest, dass die Totenkopfverbände den Ersatz für Ausfälle der SS-Verfügungstruppe stellen sollten. Damit hatten die Totenkopfverbände auch eine militärische Funktion übernommen.

## Kommandeur der SS-Division „Totenkopf“

### Aufstellung der SS-Division „Totenkopf“

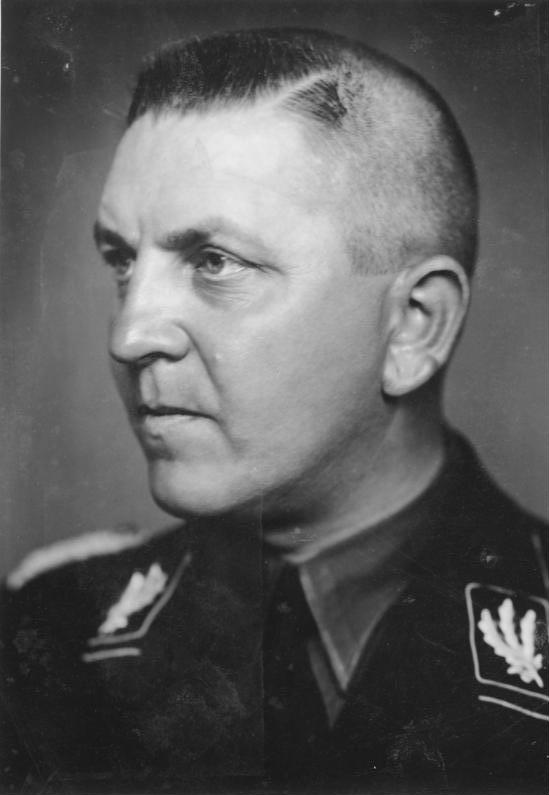
Eicke im Rang eines SS-Gruppenführers (vor 1942)

Unter Eickes Führung waren Standarten der Totenkopfverbände ab dem 7. September 1939 am deutschen Überfall auf Polen beteiligt. Sie operierten in Verbindung mit SS-Einsatzgruppen im rückwärtigen Heeresgebiet und wurden in den von der 8. und 10. Armee eroberten polnischen Gebieten eingesetzt. Ihre Aufgaben waren „Säuberungs- und Sicherheitsmaßnahmen“: Hierzu zählte nach einem erhaltenen Tätigkeitsbericht die Gefangennahme und standrechtliche Erschießung von „Plünderern“ und „Insurgenten“. Andere Menschen – Juden und Polen – wurden bei angeblichen Fluchtversuchen erschossen. Einheiten der Totenkopfverbände waren an Massenerschießungen in Bromberg beteiligt; in Włocławek plünderten sie jüdische Läden, zerstörten die Synagoge und erschossen führende Mitglieder der jüdischen Gemeinde. Eicke leitete die Aktionen der Totenkopfverbände von Hitlers Sonderzug aus; vom 10. September bis zum 1. Oktober 1939 war er hierfür der „Höhere SS- und Polizeiführer“ (HSSPF) Ost in Krakau.
Am 16. Oktober 1939 wurde Eicke beauftragt, aus den Totenkopfverbänden eine Division aufzustellen, die dann Teil der Waffen-SS wurde. Zur Ausbildung der SS-Division „Totenkopf“ wurde ab Oktober 1939 das Gelände des Konzentrationslagers Dachau benutzt, die dortigen Häftlinge wurden auf andere Konzentrationslager verteilt. Im Dezember 1939 wurde die SS-Totenkopfdivision in den Raum Ludwigsburg-Heilbronn, im März 1940 nach Korbach bei Kassel verlegt. Die Ausrüstung der Division bereitete Eicke anfänglich erhebliche Probleme, da sich die Wehrmacht erst im Frühjahr 1940 bereit zeigte, militärisches Gerät in größeren Mengen zur Verfügung zu stellen. Er griff daher zunächst auf Vorräte der SS insbesondere in den Konzentrationslagern zurück; „bald galt er als der originellste, findigste – und erfolgreichste – Dieb von Waffen, Vorräten und Ausrüstung in der SS“. Die Totenkopfdivision war auf eine Sollstärke von 15.000 Mann ausgelegt; knapp die Hälfte davon kam aus den drei ursprünglichen Totenkopfstandarten, die anderen waren zuvor bei der Allgemeinen SS, der Ordnungspolizei und den neueren Totenkopfeinheiten. Zunächst gab es erhebliche Probleme mit der Disziplin der neuen Rekruten, auf die Eicke mit drastischen Strafen reagierte. Als Divisionskommandeur war er nach dem Militärstrafrecht der Gerichtsherr und die letzte Instanz. Zu den verhängten Strafen gehörte die Versetzung als Wachmänner in die Konzentrationslager, auch Einweisungen in ein KZ als Häftling wurden praktiziert. Eicke führte eine doppelte Zensur der Feldpost ein; Mitteilungen über Missstände innerhalb der Division wurden als Geheimnisverrat angesehen.
Besondere Bedeutung maß Eicke der weltanschaulichen Schulung seiner Soldaten bei. Eicke baute dabei auf dem in den Konzentrationslagern entwickelten Feindbild auf; der „innere Feind“, die KZ-Häftlinge, wurde ersetzt durch den „äußeren Feind“, der als „jüdisch-bolschewistischer Untermensch“ das deutsche Volk vernichten wolle. Das vorhandene Elitebewusstsein wurde ergänzt durch militärische Tugenden wie Selbstaufopferung, Verachtung von Feigheit und Entbehrungen und die Verherrlichung des Kriegstodes. Für komplexe Theorien über militärische Operationen interessierte sich Eicke nicht; er setzte auf einen konzentrierten Einsatz aller verfügbaren Soldaten, Waffen und Fahrzeuge an vorderster Front und auf Angriffe, die mit Fanatismus und Härte vorgetragen wurden.

### „Totenkopf“-Division in Frankreich

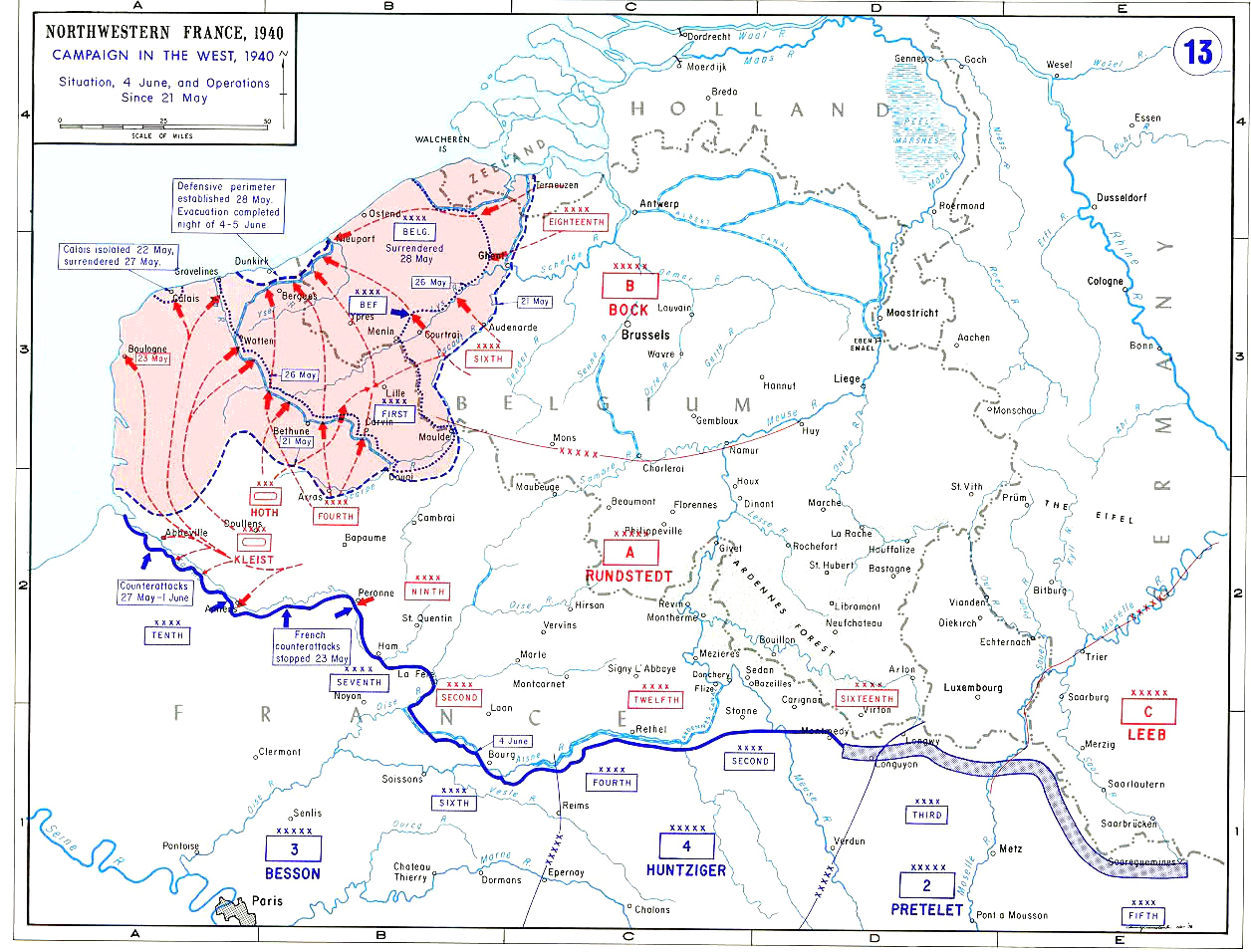
21. Mai – 4. Juni: Einkesselung alliierter Kräfte bei Dünkirchen

Beim deutschen Angriff im Westen am 10. Mai 1940 befand sich die „Totenkopf“-Division zunächst in der Reserve. Eickes Division war ab dem 23. Mai am Zurückdrängen alliierter Kräfte Richtung Dünkirchen beteiligt: Die „Totenkopf“-Division erlitt dabei erhebliche Verluste, als sie bei Béthune den La-Bassée-Kanal überqueren wollte. Eicke hatte, entgegen den ihm gegebenen Befehlen, eine sofortige Überquerung des Kanals versucht. Nach einer Ruhepause in Boulogne wurde die Division beim Vorstoß in den Süden Frankreichs eingesetzt.
Eine Einheit der „Totenkopf“-Division war am 27. Mai am Massaker von Le Paradis beteiligt, bei dem etwa 100 britische Soldaten, die sich zuvor ergeben hatten, mit mehreren Handgranaten und zwei schweren Maschinengewehren ermordet wurden. Die Ermordung der britischen Soldaten stand im Widerspruch zu ausdrücklichen Befehlen der Wehrmacht; der verantwortliche SS-Obersturmführer Fritz Knöchlein wurde während des Krieges nicht zur Rechenschaft gezogen. Knöchlein wurde nach Kriegsende auf Grund der Aussagen zweier Überlebender zum Tode verurteilt und hingerichtet. Tagesmeldungen der Division lassen zudem vermuten, dass marokkanische Soldaten in französischen Einheiten nicht gefangen genommen, sondern getötet wurden.
Nach dem Waffenstillstand am 22. Juni diente die „Totenkopf“-Division als Besatzungstruppe in Avallon und im Gebiet von Bordeaux. Eicke nutzte die Zeit zur ideologischen Schulung, zur verbesserten Ausrüstung und zum Training seiner Einheit. Ein Schwerpunkt der Ausbildung war ab November 1940 die mobile Kriegsführung in ausgedehnten und offenen Gebieten und die rasche Verlegung der Division über größere Entfernungen.
Gleichzeitig entwickelten sich zwischen Himmler und Eicke Konflikte. Eicke sah auch die „Totenkopf“-Division als Elite innerhalb der elitären SS; mehrfach schickte er SS-Mitglieder, die seiner Meinung nach „rassisch minderwertig“ waren, als für seine Division ungeeignet zurück. Weiterhin griff Eicke eigenmächtig auf Nachschubdepots der SS zurück, insbesondere solche in den Konzentrationslagern. Himmler war zu dieser Zeit bemüht, eine einheitliche Befehlsgewalt über die sich rasch vergrößernde Waffen-SS in die eigene Hand zu bekommen. Als Eicke über den Regimentskommandeur Matthias Kleinheisterkamp wegen angeblicher Befehlsverweigerung Hausarrest verhängte, wandte sich Himmler am 30. Januar 1941 schriftlich an Eicke: „Eine Unmöglichkeit ist es aber, einen Regimentskommandeur wegen einer Kleinigkeit zu bestrafen und diese Strafe zum Gaudium aller im Divisionsbefehl bekanntzugeben. Noch wahnsinniger ist die Bekanntgabe von Bestrafungen von SS-Führern, weil sie geschlechtskrank geworden sind. Lieber Eicke, wenn ich so etwas lese, zweifele ich an Ihrem Verstand. Und hier sind die Augenblicke, in denen ich zweifle, ob Sie wirklich eine Division führen können. Kommen Sie mir nun nicht damit, dass irgend jemand Sie bei mir angeschossen hat. Erstens neige ich nicht dazu, auf Intrigen zu hören, und zweitens haben Sie ja derartige wahnsinnige Dinge selbst im Divisionsbefehl niedergelegt.“

### Angriff auf die Sowjetunion
Anfang Juni 1941 wurde die „Totenkopf“-Division nach Marienwerder bei Danzig verlegt. Beim Angriff auf die Sowjetunion war die Division der Heeresgruppe Nord zugeteilt. Ab dem 25. Juni 1941 durchkämmte die „Totenkopf“-Division Wälder in der Umgebung des litauischen Jurbarkas nach den Resten sowjetischer Einheiten, die am ersten Tag des Krieges an der Grenze zerschlagen worden waren. Anfang Juli stieß die Division bei Opotschka an der Stalin-Linie auf erbitterten Widerstand. Am 11. Juli hatte die „Totenkopf“-Division bei einer anfänglichen Stärke von 17.400 Mann etwa 1.700 Gefallene, Vermisste oder Verwundete zu verzeichnen. Am 7. Juli wurde Eicke am rechten Fuß verwundet, als sein Befehlswagen auf eine Landmine auffuhr. Eicke wurde ausgeflogen und zuerst in die Berliner Charité eingeliefert; später hielt er sich in seiner Villa in der Nähe des KZ Sachsenhausen auf.

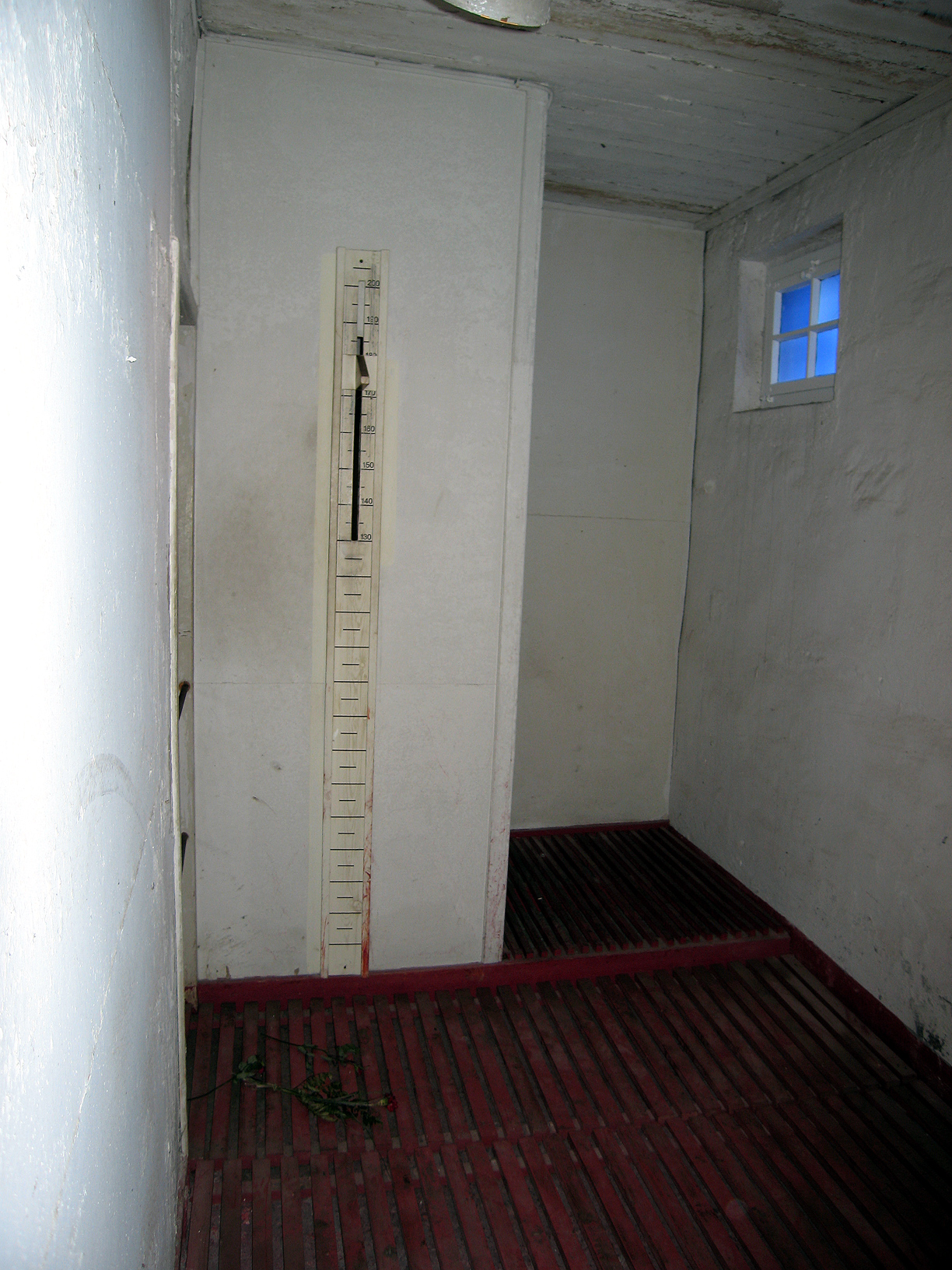
Genickschussanlage im KZ Buchenwald: Geschossen wurde durch die Führung der Kopfleiste.

Ende Juli oder Anfang August nahm Eicke an einer Besprechung im KZ Sachsenhausen teil, bei der die Ermordung der „politischen Kommissare“ der Roten Armee geplant wurde. Gemäß dem Kommissarbefehl waren alle in Gefangenschaft geratenen Kommissare zu ermorden; Reinhard Heydrich hatte im Juli festgelegt, dass die Kommissare aus den Kriegsgefangenenlagern auszusondern und im nächstgelegenen Konzentrationslager zu exekutieren seien. Nach späteren Aussagen von Teilnehmern der Besprechung hielt Eicke die einleitende Rede, in der er die Exekutionen als Vergeltung für die Ermordung deutscher Soldaten in sowjetischer Kriegsgefangenschaft rechtfertigte. Die „Inspektion der Konzentrationslager“ (IKL) koordinierte die Morde innerhalb des Systems der Konzentrationslager; zum Zeitpunkt der Besprechung hatte Eicke keinerlei Zuständigkeiten innerhalb der IKL. Das Verfahren der Exekutionen wurde in der Besprechung festgelegt: In mehreren Konzentrationslagern wurde eine Genickschussanlage gebaut, in der die Kommissare von einem Nebenraum durch einen schmalen Spalt in der Wand erschossen wurden. Den Opfern wurde dabei ähnlich wie bei der Aktion 14f13 eine ärztliche Untersuchung vorgetäuscht. Mitte September inspizierte Eicke zusammen mit einer Gruppe von 25 höheren SS-Führern eine der Exekutionen im KZ Sachsenhausen.

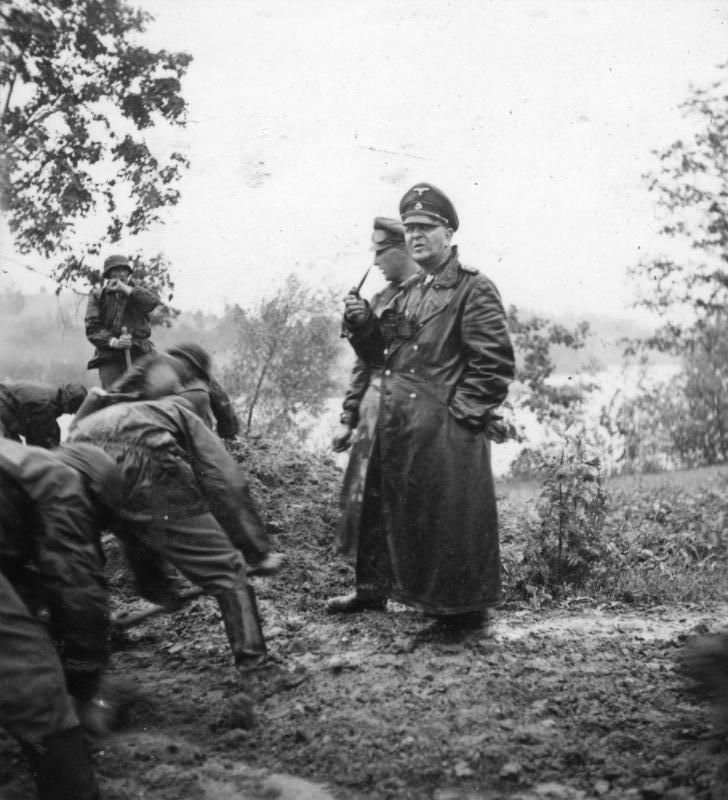
Eicke mit Männern der „Totenkopf“-Division an der Front in der Sowjetunion (23. September 1941)

Als Eicke am 21. September an die Front zurückkehrte, war die deutsche Offensive zum Stillstand gekommen. Die „Totenkopf“-Division befand sich in einem sumpfigen Gebiet südwestlich des Ilmensees, für das die gut motorisierte Einheit kaum geeignet war. In Eickes Abwesenheit hatte sich der Zustand der Division erheblich verschlechtert; andere SS-Einheiten hatten die Versetzung von Offizieren und Unteroffizieren der „Totenkopf“-Division veranlasst. Als Eicke den Regimentskommandanten Mathias Kleinheisterkamp eigenmächtig nach Hause schickte, schrieb Himmler am 28. November „einen ernsten Brief“ an Eicke: „Lieber Eicke, ich kann mich, nachdem ich Kleinheisterkamp gesehen habe – des Eindrucks nicht erwehren, dass, wenn hier jemand krank und mit den Nerven am Ende ist, Sie es sein müssen und nicht Kleinheisterkamp […].“ Himmler stellte zudem klar, dass die „Totenkopf“-Division seinem Befehl unterstehe und Eicke keine Sonderrechte habe.

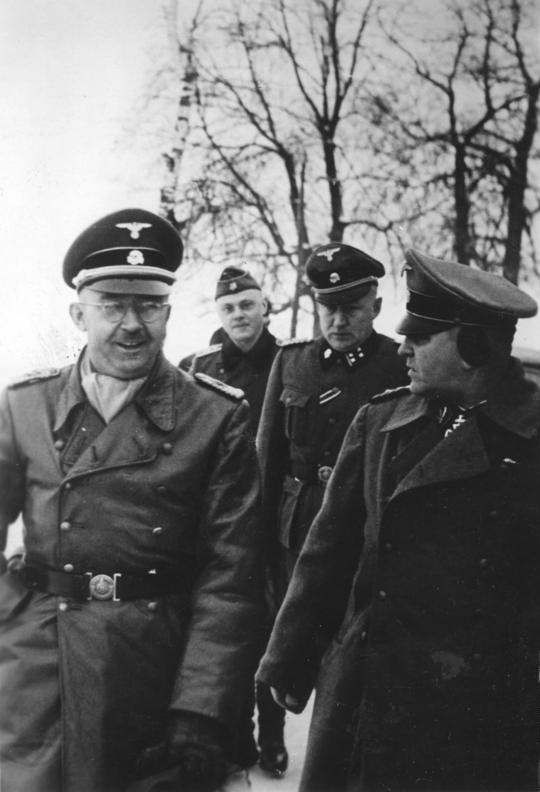
Himmler und Eicke an der Ostfront (Januar 1942), Aufnahme einer SS-Propagandakompanie

Eine Offensive der Roten Armee ab Januar 1942 führte am 8. Februar zur Bildung des Kessels von Demjansk, in dem ein Großteil der „Totenkopf“-Division eingeschlossen wurde. Innerhalb des Kessels wurden zwei gemischte Kampfgruppen aus Einheiten der „Totenkopf“-Division und Wehrmacht gebildet; Eicke übernahm die Führung der größeren Kampfgruppe. Die Soldaten der „Totenkopf“-Division waren weit besser als die der Wehrmacht gegen die Temperaturen bis 40 Grad unter null geschützt: Eicke hatte große Mengen an Winterbekleidung vom Höheren SS- und Polizeiführer in Riga, Friedrich Jeckeln, erhalten. Die Bekleidung entstammte teils den Vorräten der SS, teils dem Besitz von Juden, die in Riga ermordet worden waren. Nach anhaltenden Kämpfen gelang es am 22. April, einen Versorgungskorridor zu den bei Demjansk eingekesselten Truppen herzustellen. Am 5. Mai wurde Eicke die Führung eines Korps übertragen, das aus SS- und Wehrmacht-Einheiten, den etwa 14.000 Überlebenden der sechs Divisionen aus dem Kessel von Demjansk, bestand. Eicke bemühte sich mehrfach weitgehend erfolglos bei Himmler, seiner Division eine Ruhepause zu verschaffen oder Ersatzleute und zusätzliche Ausrüstung zu erhalten. Im Sommer 1942 waren Einheiten der „Totenkopf“-Division an der Selektierung von russischen Kriegsgefangenen beteiligt, die dann zur Zwangsarbeit nach Deutschland geschickt wurden. Erhaltene Akten der Division belegen, dass der „Kommissarbefehl“ zumindest im ersten Jahr nach dem Angriff auf die Sowjetunion konsequent umgesetzt wurde.
Am 26. Dezember 1941 war Eicke das Ritterkreuz des Eisernen Kreuzes verliehen worden, am 20. April 1942 erhielt er das Eichenlaub dazu. Die Verleihung des Eichenlaubes nahm Hitler am 26. Juni vor. Nach Eickes eigenen Angaben soll Hitler dabei die Verlegung der „Totenkopf“-Division nach Frankreich für August zugesagt haben. Im Juli und August war Eicke in Deutschland im Urlaub. In dieser Zeit wurde die „Totenkopf“-Division vom damaligen SS-Brigadeführer Max Simon geführt. Immer noch in einem exponierten Frontabschnitt bei Demjansk eingesetzt, erlitt die Division weitere schwere Verluste. Die endgültige Entscheidung über die Neuaufstellung der „Totenkopf“-Division fiel am 26. August; die letzten Einheiten wurden in der ersten Oktoberhälfte aus Demjansk abgezogen. In dieser Zeit pendelte Eicke zwischen Deutschland und Demjansk, da im Sennelager bei Paderborn bereits Rekruten für die Neuaufstellung der Division ausgebildet wurden.
Ende Oktober 1942 wurden alte und neue Teile der Division zur Neuaufstellung im Südwesten Frankreichs zusammengeführt. Am 9. November wurde die Division in SS-Panzergrenadier-Division „Totenkopf“ umbenannt. Am 10. November beteiligte sich die Division an dem „Unternehmen Anton“, der Besetzung des bislang nicht unter Kontrolle deutscher Truppen stehenden Teils Frankreichs. Bis zum 18. Dezember übernahm die Division den Küstenschutz zwischen Béziers und Montpellier. Für die Panzergrenadier-Division war eine großzügige Ausstattung vorgesehen, weil die Verbände der Waffen-SS nach dem Willen von Hitler und Himmler an Krisenherden eingesetzt werden sollten. Tatsächlich gab es jedoch insbesondere bei der Ausstattung mit Panzern Verzögerungen. Deshalb erreichte Eicke bei Himmler einen vierwöchigen Aufschub der für den Jahresanfang 1943 geplanten Verlegung der Division an die Ostfront.

## Tod in der Ukraine
Am 30. Januar 1943 wurde die Panzergrenadier-Division „Totenkopf“ von Bordeaux nach Poltawa in die Ukraine verlegt. Zusammen mit zwei weiteren Verbänden der Waffen-SS, den Divisionen „Leibstandarte SS Adolf Hitler“ und „Das Reich“, unter dem gemeinsamen Befehl von Paul Hausser stieß sie nach Pawlograd vor. Die Einheiten der Waffen-SS gingen erfolgreich gegen Truppen der Roten Armee vor, die kurz zuvor die Stadt Charkiw zurückerobert hatten.
Am 26. Februar kam Eicke bei einem Aufklärungsflug zu Tode, als sein Fieseler Storch zwischen den Dörfern Michailowka (Михайловка, ukrainisch: Mychajliwka) und Artelnoje (Артельное) ⊙ durch eine sowjetische Flak abgeschossen wurde. Am 1. März fand die Beisetzung im nahegelegenen Ort Otdochnina statt, am selben Tag wurde Eickes Tod öffentlich bekannt gegeben. Nach Eicke wurde ein SS-Panzergrenadier-Regiment der „Totenkopf“-Division benannt. Bei Himmler gingen zahlreiche Beileidsschreiben ein, auch von Gauleiter Bürckel: Nach den Worten von Bürckel seien „hin und wieder in der Kampfzeit missverständliche Dinge“ zwischen ihm und Eicke vorgekommen, er sei „glücklich“, dass diese Missverständnisse später in einem Gespräch hätten beseitigt werden können. Der Völkische Beobachter veröffentlichte am 4. März 1943 einen ausführlichen Nachruf auf Eicke.

## Persönlichkeit
Der Historiker Tom Segev kam 1977 in einer Studie über die Kommandanten der Konzentrationslager zu folgender Einschätzung von Eickes Persönlichkeit:

„Eicke […] war die Unverfrorenheit in Person und litt bestimmt nicht an mangelndem Selbstvertrauen. Die Unterlagen, die er hinterlassen hat, belegen eine beständige Angst, daß ihn irgendwo irgend jemand diskriminierte, ihn dessen beraubte, was ihm zustand, oder seine Ehre in Zweifel zog. Ständig sah er über die Schulter, als erwarte er einen Angriff; stets war er bereit, sich zu verteidigen. In diesem Sinne fand er in der nationalsozialistischen Bewegung tatsächlich seinen richtigen Platz, da sie eine ganze Menge von Leuten dieses Schlages zu ihren Mitgliedern zählte. Man pflegte hier ganz bewußt den Mythos des imaginären Gegners, der nicht nur gegen die Sache, sondern gegen jeden einzelnen Deutschen intrigierte. […] Eicke identifizierte seinen eigenen Kampf gegen seine Widersacher mit dem allgemeinen Kampf der Bewegung […].“

### Biographien und umfangreiche Betrachtungen
- Niels Weise: Eicke. Eine SS-Karriere zwischen Nervenklinik, KZ-System und Waffen-SS. Schöningh, Paderborn 2013, ISBN 978-3-506-77705-8 (Phil. Diss. Würzburg 2011).
- Tuviah Friedman (Hrsg.): Der Personal-Akt des SS-Obergruppenführers Theo Eicke, Chef der Konzentrations-Lager im Dritten Reich, seine Briefe an SS-Reichsführer Himmler in den Jahren 1933–1943. Eine dokumentarische Sammlung von SS-Dokumenten. Institute of Documentation in Israel for the Investigation of Nazi War Crimes, Haifa 1994.

### Biographische Skizzen
- Charles Sydnor: Theodor Eicke. Organisator der Konzentrationslager. In: Ronald Smelser, Enrico Syring (Hrsg.): Die SS: Elite unter dem Totenkopf. 30 Lebensläufe. Schöningh, Paderborn 2000, ISBN 3-506-78562-1, S. 147–159.

### Nachrufe
- J.O. Reichenheim: Porträt einer Bestie: Zum Tode von S.S.-Obergruppenführer Eicke. In: Die Zeitung vom 12. März 1943. (Digitalisat auf der Website der Deutschen Nationalbibliothek)

### Monographien zu Eickes Wirkungskreis
- Johannes Tuchel: Konzentrationslager. Organisationsgeschichte und Funktion der „Inspektion der Konzentrationslager“ 1934–1938 (= Schriften des Bundesarchivs, Band 39). Harald Boldt Verlag, Boppard am Rhein 1991, ISBN 3-7646-1902-3.
- Charles W. Sydnor Jr.: Soldaten des Todes. Die 3. SS-Division „Totenkopf“ 1933–1945. Schöningh, Paderborn 2002, ISBN 3-506-79084-6.
- Karin Orth: Die Konzentrationslager-SS. Sozialstrukturelle Analysen und biographische Studien. Wallstein Verlag, Göttingen 2000, ISBN 3-89255-380-7.
- Karin Orth: Das System der nationalsozialistischen Konzentrationslager. Eine politische Organisationsgeschichte. Hamburger Edition, Hamburg 1999, ISBN 3-930908-52-2.
- Franz Maier: Biographisches Organisationshandbuch der NSDAP und ihrer Gliederungen im Gebiet des heutigen Landes Rheinland-Pfalz (= Veröffentlichungen der Kommission des Landtages für die Geschichte des Landes Rheinland-Pfalz. Nr. 28). 2. Auflage. Zarrentin v. Hase & Koehler, Mainz 2009, ISBN 978-3-7758-1408-9, S. 201–203.